# Xian de Xiangyuan
Le xian de Xiangyuan (襄垣县 ; pinyin : Xiāngyuán Xiàn) est un district administratif de la province du Shanxi en Chine. Il est placé sous la juridiction de la ville-préfecture de Changzhi.

## Démographie
La population du district était de 242 195 habitants en 1999.